# Athyrtis similis
Athyrtis similis är en fjärilsart som beskrevs av Günter Theodor Tessmann 1928. Athyrtis similis ingår i släktet Athyrtis och familjen praktfjärilar. Inga underarter finns listade i Catalogue of Life.